# Era Records

Era-Logo ab 1963

Era Records war eine US-amerikanische Schallplattenfirma, die von 1955 bis 1970 existierte. Sie produzierte Platten in den Stilrichtungen Popmusik, Country und Jazz.

## Geschichte
Die Plattenfirma wurde 1955 von den beiden Cousins Herb Newman (* 1925) und Lou Bedell (1919–2000) in Hollywood gegründet. Manager wurde Buddy Bregman, ein Studienfreund von Newman und später ein erfolgreicher Produzent für Ella Fitzgerald, Bing Crosby und Frank Sinatra. Newman und Bregman hatten zusammen an der UCLA-Universität in Los Angeles studiert, Newman hatte bereits Erfahrungen als Vertriebsleiter bei den Plattenfirmen Mercury und Decca gesammelt. Bedell war ein bekannter Fernseh-Entertainer.
Era begann seine Single-Produktion 1955 mit der Katalognummer 1000 (The Thunderbirds – Blueberries / Ayuh, Ayuh). Bereits die Nr. 1003 wurde ein großer Verkaufserfolg, der von Gogi Grant gesungene Titel Suddenly There’s a Valley stieg in den US-Hitlisten bis zum Platz 9 auf. Grant war der frühe Star bei Era Records, er veröffentlichte dort acht Singles, von denen sieben Titel unter die US-Top-100 kamen. Mit The Wayward Wind hatte er 1956 einen Nummer-eins-Erfolg. Den zweiten Nummer-eins-Hit der Era-Produktion steuerte Larry Verne 1960 mit seinem Titel Mr. Custer bei. Inzwischen hatte Era seit 1959 die Katolognummern-Serie 3000 eingeführt.
Bereits 1958 hatte Era mit Doré Records eine Tochterfirma gegründet, deren erfolgreichste Interpreten die Teddy Bears, die bei Doré 1958 mit To Know Him Is to Love Him einen Nummer-eins-Hit hatten sowie Jan and Dean, die 1959 mit ihrem Doré-Titel Baby Talk Platz 10 in den US-Hitlisten erreichten. Ebenfalls im Jahre 1959 verkaufte Lou Bedell seine Firmenanteile an Herb Newman, der damit zum alleinigen Firmeneigner wurde. 1962 wurde mit Monogram ein weiteres Sublabel eingeführt, dessen großer Star Chris Montez wurde. Er hatte auf Monogram Nr. 505 mit Let's Dance im Sommer 1962 einen Nummer-vier-Hit. Nach zwei Jahren wurde Monogram Records 1964 wieder eingestellt.
Ab 1965 begann der langsame Abstieg von Era Records. Jewel Akens The Birds and the Bees war der letzte Top-50-Erfolg (Platz 3). Barry McGuire, der Anfang 1965 bei Era die Single The Tree / Theme From The Tree veröffentlicht hatte, konnte nicht gehalten werden, wenige Monate später hatte er bei Dunhill mit Eve of Destruction einen Nummer-eins-Hit. 1969 wurde das in Los Angeles ansässige Label Happy Tiger Records aufgekauft, das dem Vertrieb von Oldies dienen sollte. Ebenfalls 1969 begann eine neue Katalogserie beginnend mit 100. Die Nummer 120 (The Pleasers Your Driver's License, Please) erschien 1970, danach wurde Era Records an die Firma K-tel verkauft.

## Era Records Top 50

Plattenetikett von Era Nr. 3024

Plattenetikett von Era Nr. 3068

| Kat.-Nr. | Interpreten        | Titel                     | Rang | Jahr |
| -------- | ------------------ | ------------------------- | ---- | ---- |
| 1003     | Gogi Grant         | Suddenly There’s a Valley | 09.  | 1955 |
| 1013     | Gogi Grant         | The Wayward Wind          | 01.  | 1956 |
| 1026     | Russel Arms        | Cinco Robles              | 22.  | 1957 |
| 1064     | Art and Dotty Todd | Chanson d’Amour           | 6.   | 1958 |
| 3012     | Dorsey Burnette    | Tall Oak Tree             | 23.  | 1960 |
| 3018     | Donnie Brooks      | Mission Bell              | 07.  | 1960 |
| 3019     | Dorsey Burnette    | Hey, Little One           | 48.  | 1960 |
| 3024     | Larry Verne        | Mr. Custer                | 01.  | 1960 |
| 3028     | Donnie Brooks      | Doll House                | 26.  | 1960 |
| 3046     | Gogi Grant         | The Wayward Wind 1967     | 50.  | 1961 |
| 3048     | The Castells       | Sacred                    | 20.  | 1961 |
| 3068     | Ketty Lester       | Love Letters              | 05.  | 1962 |
| 3073     | The Castells       | So This is Love           | 21.  | 1962 |
| 3080     | Ketty Lester       | But Not for Me            | 41.  | 1962 |
| 3141     | Jewel Akens        | The Birds and the Bees    | 03.  | 1965 |